# Слабашевич Артур Васильович
Артур Васильович Слабашевич (біл. Артур Васілевіч Слабашэвіч, нар. 9 лютого 1989, Мінськ, Білоруська РСР) — білоруський футболіст, захисник клубу «Динамо-Берестя».

## Клубна кар'єра
Розпочав кар'єру в мінській «Зірці-БДУ». У сезоні 2007 року закріпився в першій команді клубу.
У лютому 2008 року став гравцем чеського «Моста». Влітку 2010 року повернувся до Білорусі, виступав за речицький «Ведрич-97», а згодом повернувся до «Зірки-БДУ».
Влітку 2011 року разом із товаришами по команді Павлом Гречишко, Ярославом Шкурко та Денисом Трапашко перейшов до «Смолевичів-СТІ», який очолював відомий білоруський тренер Юрій Пунтус. Наступного року разом з клубом виграв Другу лігу. У сезоні 2013 року виступав за «Смолевичі-СТІ» в Першій лізі. Наприкінці сезону відправився на перегляд у берестейське «Динамо», але в підсумку в березні 2014 року перейшов до «Іслочі».
З січня 2015 року перебував на перегляді у мозирській «Славії», яку на той час очолював Юрій Пунтус. У підсумку, вже в березні підписав контракт з клубом. У футболці «Славії» закріпився на позиції лівого захисника.
У лютому 2016 року прибув до Вітебська й по завершенні перегляду у березні уклав договір з вище вказаним клубом. Розпочав сезон основним захисником, але потім втратив місце в команді. У липні 2016 року розірвав контракт з «Вітебськом» і незабаром знову став гравцем «Іслочі». Артуруу вдалося закріпитися в «Іслочі», як правило, виступав на позиції лівого захисника, але іноді використовувався в півзахисті. У січні 2017 року продовжив контракт з клубом. У квітні 2017 року грав за дубль, але швидко повернувся до основної команди.
У січні 2019 року продовжив угоду з «Іслоччю», однак у новому сезоні почав отримувати менше часу на полі, частіше виходив на заміну наприкінці поєдинку. У липні 2019 року контракт із захисником розірвали, і незабаром він став гравцем гродненського «Німана».
У лютому 2021 року почав тренуватися з брестейським «Динамо» й незабаром підписав контракт з клубом.

## Досягнення
- Друга ліга Білорусі
  -  Чемпіон (1): 2012

## Статистика виступів
| Сезон    | Дивізіон | Клуб            | Країна   | Матчі | Голи |
| -------- | -------- | --------------- | -------- | ----- | ---- |
| 2005     | дубль    | «Зірка-БДУ»     | Білорусь | 1     | 0    |
| 2006     | Д2       | «Зірка-БДУ»     | Білорусь | 4     | 0    |
| 2007     | Д2       | «Зірка-БДУ»     | Білорусь | 26    | 1    |
| 2010 (2) | Д2       | «Ведрич-97»     | Білорусь | 10    | 3    |
| 2011 (1) | Д3       | «Зірка-БДУ»     | Білорусь | 15    | 4    |
| 2011 (2) | Д3       | «Смолевичі»     | Білорусь | 15    | 3    |
| 2012     | Д3       | «Смолевичі-СТІ» | Білорусь | 33    | 2    |
| 2013     | Д2       | «Смолевичі-СТІ» | Білорусь | 26    | 0    |
| 2014     | Д2       | «Іслоч»         | Білорусь | 17    | 1    |
| 2015     | Д1       | «Славія»        | Білорусь | 23    | 0    |
| 2016 (1) | Д1       | «Вітебськ»      | Білорусь | 13    | 0    |
| 2016 (2) | Д1       | «Іслоч»         | Білорусь | 14    | 0    |
| 2017     | Д1       | «Іслоч»         | Білорусь | 20    | 2    |
| 2018     | Д1       | «Іслоч»         | Білорусь | 27    | 2    |
| 2019 (1) | Д1       | «Іслоч»         | Білорусь | 8     | 0    |
| 2019 (2) | Д1       | «Німан»         | Білорусь | 14    | 0    |
| 2020     | Д1       | «Німан»         | Білорусь | 24    | 0    |

## Громадянська позиція
Після жорстокого розгону акцій протесту, спричинених масовими фальсифікаціями президентських виборів 2020 року, побиттям і тортурами затриманих протестуючих, Артур Слабашевич та 92 інших білоруських футболісти засудили насильство в Білорусі.